# 橘杏里
橘 杏里（たちばな あんり、1990年12月20日 - ）は、日本の元タレント、女優。身長160cm。
2008年3月末まではアミューズに所属していた。
埼玉県入間市出身。堀越高等学校卒業。2009年4月、明治大学理工学部に入学。

## 来歴
- 2004年に原宿でスカウトされ芸能界入りした。
- 2005年から雑誌モデルの傍ら、舞台にもくつか出演し舞台女優としても活躍した。
- 2006年堀越高等学校に入学。
- 2009年2月17日、堀越高等学校を卒業。同期には福田沙紀、尾高杏奈、八乙女光、三浦春馬、戸谷公人らがいる。
- 現在の活動等は不明。おそらく引退したものと思われる。

## 人物
- 理系科目が得意。
- 勉強は得意らしいが天然な面もある。
- 同じ事務所の佐藤健とはレッスンがよく一緒になっていた。
- 人見知りが激しく初対面の人とはあまり話すことができない。（雑誌インタビューにて）

## 出演
- ごくせん 第2シリーズ（2005年、日本テレビ）

## 雑誌
- Hana*chu→（主婦の友社）
- ニコラ（新潮社）